# Louis Albert Roessingh
Louis Albert Roessingh (Assen, 10 december 1873 - Antwerpen, 18 januari 1951) was een Nederlands kunstschilder en dichter. 
Hij was een zoon van de president van de arrondissementsrechtbank te Assen, Izaac Roessingh en Trijntien Bouwina Homan. Hij bezocht de lokale Rijks Hogere Burgerschool en trok vervolgens naar Antwerpen waar hij studeerde aan de Academie der Schoone Kunsten. 
Tijdens een fietstocht in Drenthe ontdekte hij Elp. Daar liet hij een huis bouwen, De Zandhoeve of De Zandhof genaamd, hier verbleef hij ook tijdens de Eerste Wereldoorlog. In Elp woonde Roessingh tegenover zijn vakgenoot Reinhart Dozy. 
Roessingh schilderde in een impressionistische stijl.  Zijn schetsen van de Drentse natuur werkte hij in zijn atelier in Antwerpen uit in olieverfschilderijen. Deze specialisatie leek veel op het werk van Egbert van Drielst en Jozef Israëls.  Een groot deel van zijn werk bevindt zich in musea en particuliere collecties. 
Na 1910 ging hij ook dichten, vanaf 1923 deed hij dat voor de Nieuwe Drentsche Volksalmanak. In 1948 werd hij ereburger van de gemeente Westerbork.  Het eerste exemplaar van 't Diggelhoes Gedichties van Louis A. Roessingh bij 'nkannerk gaard deur Jan Naarding, Met petret en eigenhandige illustraoties van de dichter werd toen gepresenteerd.. 
Hij overleed in Antwerpen maar hij is in Westerbork begraven. 
In 1951 verscheen (postuum) zijn autobiografie, getiteld Stad der paleizen. In 1992 verscheen het geheel in boekvorm als Het Drentse prentenboekje van Louis Albert Roessingh. In 1988 werd door Het Drentse Boek de bundel Stoefzaand, gedichten en tekeningen L.A. Roessingh uitgegeven. 